# Riccardo Fossati
Riccardo Fossati (Sampierdarena, 6 giugno 1911 – ...) è stato un calciatore italiano, di ruolo attaccante.

## Carriera
Giocò in Serie A con il Genova 1893 e la Sampierdarenese.